# Erwin Stibbe
Erwin Stibbe (ur. 1906, zm. b.d.) – polski bokser i lekkoatleta (podnoszenie ciężarów), pochodzenia niemieckiego.

## Życiorys
Karierę sportową zaczął w Towarzystwie Gimnastycznym „Sokół” Łódź z którym zdobył mistrzostwo Polski w wadze półciężkiej w podnoszeniu ciężarów na rok 1924/1925, następnie ćwiczył w niemieckim klubie sportowym Union Łódź. W trakcie odbywania służby wojskowej w Krakowie, reprezentował barwy Cracovii, po czym wrócił do swojego macierzystego klubu w Łodzi.
W życiu prywatnym prowadził warsztat napraw maszyn do pisania i kas przy ul. Piotrkowskiej  130; pod tym samym adresem prowadził przedstawicielstwo sprzedaży motocykli firmy „Wandere–Werk” oraz sprzedawał maszyny do pisania i kasy firm „Continental”, „Triumphator”, „Rheinmetall” i „Elliot–Fischer; prowadził również kursy pisania na maszynach.  
W swojej karierze, cztery razy zdobył mistrzostwo Polski: w 1925 w wadze półciężkiej, a w 1927, 1930 i 1931 roku został mistrzem kategorii ciężkiej. Uczestniczył w mistrzostwach Europy w Budapeszcie 1930, przegrywając swój pierwszy pojedynek w wadze ciężkiej. Trzy razy wystąpił w reprezentacji Polski, odnosząc 1 zwycięstwo i 2 pojedynki przegrywając w latach 1928–1930.
W swojej kategorii wagowej należał do pięściarzy najlepiej wyszkolonych technicznie okresu międzywojennego, natomiast słabszą stroną była odporność na ciosy i nie najlepsza odwaga w ringu co sprawiło, że nie stał się mocnym  punktem w reprezentacji Polski.